# جهات الاتصال (أبل)

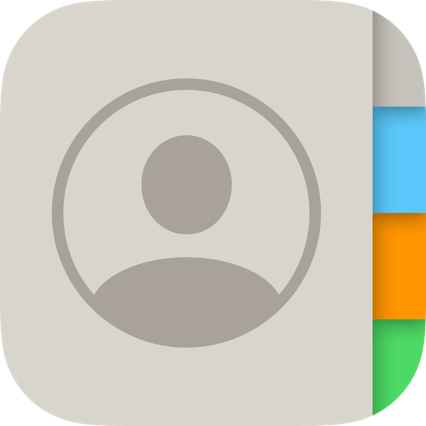
ايقونة جهات اتصال أبل

جهات الاتصال (بالإنجليزية: Contacts) هي برنامج دفتر عناوين محوسب متضمن في أنظمة التشغيل أبل آي أو إس وآي باد أو إس وووتش أو إس وماك أو إس. وهو يتضمن إمكانيات مزامنة سحابية متنوعة ويتكامل مع تطبيقات وميزات أبل الأخرى، بما في ذلك آي مسج وفيس تايم وخدمة آي كلاود (وسابقتها موبايل مي).

## التاريخ
تم تضمين تطبيق يُعرف باسم دفتر العناوين مع نظام التشغيل ماك أو إس إكس منذ إصداره في عام 2001 وفي الإصدارات التجريبية السابقة. تمت إعادة كتابة دفتر العناوين لنظام التشغيل ماك أو إس إكس جاكوار (2002) واعتبارًا من عام 2020 ظل بنفس الشكل تقريبًا منذ ذلك الحين.
كما تضمن هاتف آيفون أيضًا تخزين جهات الاتصال منذ إصداره، والذي تم تقسيمه أيضًا إلى تطبيق مستقل بدءًا من آيفون أو إس 2 (2008). في عام 2010، قدم جهاز آي باد مع نظام التشغيل آي أو إس 3.2 تطبيق جهات اتصال جديد مكون من جزأين، يتميز بأسلوب التصميم الشبيه بالخيوط والذي كان شائعًا لدى أبل في ذلك الوقت تحت قيادة سكوت فورستال.
تميز نظام التشغيل أو إس إكس ليون (2011) بتطبيق دفتر عناوين مُعاد تصميمه على غرار تطبيق جهات اتصال آي باد، أيضًا بتصميم مكون من جزأين. في عام 2012 مع نظام التشغيل أو إس إكس ماونتين ليون، عاد إلى تصميم مكون من ثلاثة أجزاء وتم تغيير الأسماء لتتناسب مع نظام التشغيل آي أو إس.
في العام التالي، تحولت كلتا نسختي جهات الاتصال مع أنظمة التشغيل الأصلية الخاصة بهما إلى نمط تصميم أكثر تسطحًا، وهو التغيير المنسوب إلى رحيل فورستال عن أبل في خريف عام 2012. في عام 2013، تحولت جهات اتصال آي أو إس إلى واجهة المستخدم الجديدة جنبًا إلى جنب مع نظام التشغيل آي أو إس 7 بالكامل، بينما مع أو إس إكس مافريكس تمت إزالة التصميم المجسم وترك واجهة مستخدم أساسية. مع أو إس إكس يوسيميتي (2014)، تحول تطبيق جهات اتصال أو إس إكس جنبًا إلى جنب مع بقية نظام التشغيل إلى واجهة مستخدم على غرار آي أو إس 7.
في عام 2021، قدمت أبل جهات الاتصال إلى ساعة أبل في نظام التشغيل ووتش أو إس.

## الميزات
- تصدير واستيراد البطاقات بتنسيق في كارد[الإنجليزية] 3.0[16]
- استيراد البطاقات من ملفات تنسيق تبادل البيانات لبروتوكول الوصول إلى الدليل الخفيف، والملفات المفصولة بعلامات التبويب، والملفات المنفصلة بفواصل[17]
- سي وسي-الكائنية واجهة برمجة التطبيقات للتفاعل مع التطبيقات الأخرى[18]
- طباعة الملصقات والمظاريف وقوائم البريد ودفاتر العناوين الجيبية[19]
- يمكن تكوين إعداد الصفحة وحجم الورق قبل الطباعة[19]
- البحث التلقائي بنقرة واحدة عن الإدخالات المكررة[20]
- إشعار بتغيير العنوان
- مجموعات الاتصال
- المجموعات الذكية المستندة إلى سبوتلايت
- البحث عن العناوين على خرائط أبل[21]
- الدمج التلقائي عند استيراد بطاقات في كارد
- تخصيص الحقول والفئات
- التنسيق التلقائي لأرقام الهاتف
- تتم المزامنة مع مايكروسوفت إكستشينج سيرفر
- يتزامن مع دفتر عناوين ياهو![22]
- تتم المزامنة مع مزامنة جهات اتصال جوجل
- البحث عن طريق التعرف على الكلام
- القدرة على الاستعلام عن قاعدة بيانات بروتوكول النفاذ إلى الدليل البسيط التي تحتوي على معلومات الشخص
- واجهة البرنامج الإضافي التي تسمح للمطورين الخارجيين بإضافة وظائف إلى البرنامج

### التكامل مع ماك أو إس
- التكامل مع البريد الإلكتروني والتقويم والرسائل وفيس تايم والفاكس وسفاري وآيفون
- التوافق مع آي سينك لمزامنة جهات الاتصال مع الهواتف وأجهزة المساعد الرقمي الشخصي وأجهزة آي بود وأجهزة ماك الأخرى
- يتم فهرسة جهات الاتصال بواسطة سبوتلايت
- يخزن دفتر العناوين عناوين المستلمين السابقة التي استخدمها البريد
- تظهر عناوين محدد موقع الموارد الموحد الموجودة في بطاقات دفتر العناوين في إشارات مرجعية دفتر العناوين في سفاري
- يمكن ربط الأصدقاء في آي تشات ببطاقات دفتر العناوين
- تظهر أعياد الميلاد المحفوظة في دفتر العناوين في آيكال إذا تم تمكينها
- أداة لوحة معلومات دفتر العناوين
- دعم أبل سكريبت وأوتوماتور[الإنجليزية] واختصارات[الإنجليزية] للاستعلام عن الأشخاص والمجموعات وإضافتها وتعديلها وإزالتها

## واجهة المستخدم
تحتوي جهات الاتصال على وضعين للعرض: عرض البطاقة والعمود وعرض البطاقة فقط. يمكن للمستخدم التبديل بين الوضعين باستخدام عنصر تحكم في الجزء العلوي الأيسر من النافذة أسفل مربع الإغلاق.
في الإصدارات السابقة لليون، في بطاقة العرض والعمود، تنقسم نافذة جهات الاتصال إلى ثلاثة أجزاء. الجزء الأول يحمل عنوان المجموعة. يسرد هذا الجزء الكل، والدلائل، وكل مجموعة أنشأها المستخدم. يمكن للمستخدمين إضافة مجموعات جديدة عن طريق سحب قائمة الملف لأسفل إلى مجموعة جديدة، أو كتابة Command-Shift-N.
عند تحديد الكل أو مجموعة من صنع المستخدم، يحمل العمود الثاني عنوان «الاسم». ويسرد أسماء الأشخاص الذين لديهم بطاقات في تلك المجموعة، أو جميع الأسماء إذا كانت المجموعة المحددة هي الكل، بترتيب أبجدي حسب الاسم الأول أو الأخير، وفقًا لتفضيلات المستخدم.
تحتوي اللوحة الثالثة على البطاقة المقابلة للاسم المحدد. يمكن أن تتضمن البطاقة معلومات، يمكن للمستخدم تصنيف بعضها إلى فئات قابلة للتخصيص مثل «المنزل» و«العمل». يمكن أن تحتوي العديد من الحقول على إدخالات مكررة، على سبيل المثال، إذا كان الشخص الذي تصفه البطاقة لديه عدة عناوين بريد إلكتروني. يمكن للمستخدم تحرير الحقول بالضغط على زر التحرير أسفل الجزء الأيسر السفلي من اللوحة الثالثة. تتضمن الحقول الافتراضية ما يلي:
- صورة
- نطق الاسم
- الاسم الأول
- الاسم الأخير
- المسمى الوظيفي
- الشركة
- رقم الهاتف
- عنوان البريد الإلكتروني
- الصفحة الرئيسية
- تاريخ الميلاد
- اسم المستخدم للمراسلة الفورية
  - إيه آي إم
  - آي سي كيو
  - بروتوكول الحضور والمراسلة القابل للتوسعة
  - ويندوز لايف ماسنجر
  - ياهو! ماسنجر
- العنوان
- أسماء ذات صلة
- ملاحظة

يمكن لجهات الاتصال البحث في أدلة بروتوكول النفاذ إلى الدليل البسيط (الشبكة). ويقوم المستخدمون بتخصيص هذه الأدلة في علامة التبويب بروتوكول النفاذ إلى الدليل البسيط في التفضيلات. ويبحث المستخدمون عن هذه الأدلة من خلال تحديد «الدلائل» في الجزء الأول، ثم تحديد دليل أو «الكل» في الجزء الثاني، وكتابة بحثهم في مربع البحث أعلى الجزء الأيسر العلوي من الجزء الثالث. وتظهر النتائج في الجزء الثالث.